# Sadovo-Jrustalnenski
Sadovo-Jrustalnenski (en ucraniano: Садово-Хрустальненський; en ruso: Садово-Хрустальненский) es un asentamiento urbano ucraniano perteneciente al óblast de Lugansk. Situado en el sureste del país, hasta 2020 era parte del área municipal de Krasni Luch, pero hoy es parte del raión de Rovenki y del municipio (hromada) de Jrustalni.
El asentamiento se encuentra ocupado por Rusia desde la guerra del Dombás, siendo administrado como parte de la de facto República Popular de Lugansk y luego ilegalmente integrada en Rusia como parte de la República Popular de Lugansk rusa.

## Geografía
Sadovo-Jrustalnenski está 8 km al suroeste de Bokovo-Jrustalne, 15 km al oeste de Jrustalni y 62 km al suroeste de Lugansk. La frontera con el óblast de Donetsk se sitúa al sur de los límites del asentamiento.

## Historia
Sadovo-Jrustalnenski fue fundado en 1958. El pueblo recibió el estatus de asentamiento de tipo urbano en 1969.
En verano de 2014, durante la guerra del Dombás, los separatistas prorrusos tomaron el control de Sadovo-Jrustalnenski y desde entonces está controlado por la autoproclamada República Popular de Lugansk.

## Demografía
La evolución de la población entre 1989 y 2022 fue la siguiente:
| 1121                                                          | 606 | 581 | 571 |
| (Fuente: Cities & Towns of Ukraine y UKRAINE: Größere Städte) |     |     |     |

Según el censo de 2001, la lengua materna de la mayoría de los habitantes, el 66,05%, es el ruso; del 32,25% es el ucraniano.